# Белые кролики
«Белые кролики» (англ. White Rabbits) — название группы американских женщин-скульпторов, которые работали с Лорадо Тафтом над оформлением американского павильона садоводства на Всемирной выставке в Чикаго в 1893 году.

## История
В 1892 году, когда арт-сообщество Чикаго готовилось к Всемирной выставке, которая должна была проходить в этом городе, главный архитектор Дэниел Бернем сказал скульптору Тафту, отвечавшему за скульптурное оформление зданий, что работы могут быть не завершены в срок. Когда Лорадо Тафт спросил, может ли он использовать некоторых из своих студенток в качестве помощников для оформления павильона садоводства, Бернем ответил Тафту, что он может взять кого угодно, «даже белых кроликов, если они сделают эту работу». Так была собрана группа из способных студенток-скульпторов, известных впоследствии как «Белые кролики».
В эту группу входили:
- Julia Bracken, (1871—1942)
- Carol Brooks (MacNeil), (1871—1944)
- Helen Mears, (1867—1916)
- Margaret Gerow (Proctor), (1875—1942)
- Mary Lawrence (Tonetti), (1868—1945)
- Бесси Воннох, (1872—1954)
- Janet Scudder, (1869—1940)
- Энид Янделл, (1870—1934)

Помимо работ по оформлению павильона садоводства женщины выполнили и некоторые другие работы. Из рядов «Белых кроликов» появились одни из самых талантливых и успешных женщин-скульпторов следующего поколения.